# Gruyère
O Gruyère é um queijo duro suíço, originário da cidade de Gruyères e produzido nos cantões de Fribourg, Vaud, Neuchâtel, Jura e Berna.
O sabor do Gruyère é mais forte do que o Emmenthal e sua textura mais cremosa. É utilizado somente leite de vaca no seu preparo, ao qual se adiciona um pouco de açúcar. A casca natural é dura, seca e de cor castanho-ferrugem mais escura que a do Emmenthal. A textura do queijo é ligeiramente granulosa, densa e compacta mas flexível. À degustação, o Gruyère apresenta um sabor frutado num primeiro momento, para depois surgir um ligeiro sabor a avelã.
Existe também um gruyère francês fabricado no Franco-Condado e na Saboia, cuja apelação é protegida por lei. Sua produção se concentra em quatro departamentos franceses: Doubs, Alto Sona, Saboia e Alta Saboia.